# Сайпръс (планина)
Вижте пояснителната страница за други значения на Сайпръс.
Сайпръс (на английски: Cypress Mountain) е планина в Канада, провинция Британска Колумбия.
Има изградени съоръжения за сноуборд, ски свободен стил и ски бягане. Разполага с 47 писти за ски и 19 км. писти за ски бягане. Трибуните за състезанията по ски свободен стил са с капацитет 12 000 зрители, а тези за състезанията по сноуборд-халфпайп – 8000 зрители.